# 796-й истребительный авиационный полк
796-й истребительный авиационный полк — воинская часть вооружённых сил СССР в Великой Отечественной войне.

## История
Сформирован в марте 1942 года во 2-м запасном авиационном полку на станции Сейма Горьковской области. Был вооружён истребителями ЛаГГ-3 среди которых был именной самолёт «Горьковский пионер», построенный на собранные подростками средства.
В составе действующей армии с 27 марта 1942 по 14 июля 1942 года.
В марте 1942 года перелетел на Волховский фронт, где поступил в распоряжение командования 52-й армии, действует в районе Малой Вишеры, Мясного Бора, Новгорода, прикрывает Октябрьскую железную дорогу, участвует в Любанской операции. Боевую деятельность по Перечню № 12 начал с  27 марта 1942 года, базируясь близ деревни Кленино Маловишерского района, однако уже за 19 марта 1942 года в ОБД «Мемориал» зафиксированы лётчики из состава полка, не вернувшиеся с боевых заданий.
К боевой работе в составе ВВС 52-й армии Волховского фронта на самолётах ЛаГГ-3 приступил 19 марта 1942 года. Согласно распоряжению Командующего ВВС Волховского фронта 10 апреля 1942 года передал все самолёты вместе с лётным составом (13 ЛаГГ-3 и 9 лётчиков) в 10-й истребительный авиационный полк. Управление полка и техсостав оставались в резерве ВВС 52-й армии. 14 июля управление полка и техсостав убыли в МВО на переформирование. 25 августа 1942 года полк расформирован в ВВС Московского военного округа.

## Подчинение
| Дата            | Фронт (округ)            | Армия      | Корпус | Дивизия | Примечания |
| --------------- | ------------------------ | ---------- | ------ | ------- | ---------- |
| 08.03.1942 года | Московский военный округ | ВВС округа | -      | -       | -          |
| 17.03.1942 года | Волховский фронт         | 52-я армия | -      | -       | -          |
| 10.04.1942 года | Волховский фронт         | ВВС фронта | -      | -       | -          |
| 14.07.1942 года | Московский военный округ | ВВС округа | -      | -       | -          |

## Командиры
- капитан Рындин Василий Ильич, погиб вследствие катастрофы 21.03.1942 года[3], 08.03.1942 — 21.03.1942,
- старший лейтенант, капитан Шутов Николай Михайлович[3], 21.03.1942 — 25.08.1942

## Итоги боевой деятельности полка
Всего за годы Великой Отечественной войны полком:
| Выполнено боевых вылетов | Сбито самолётов в воздухе   |
| ------------------------ | --------------------------- |
| 205                      | нет упоминаний в документах |

Свои потери:
| Потеряно самолётов, всего | Погибло лётчиков всего |
| ------------------------- | ---------------------- |
| 2                         | 2                      |

## Самолёты на вооружении
| Период | Самолёты | Фото |
| ------ | -------- | ---- |
| 1942   | ЛаГГ-3   |      |